# انجذاب كيميائي

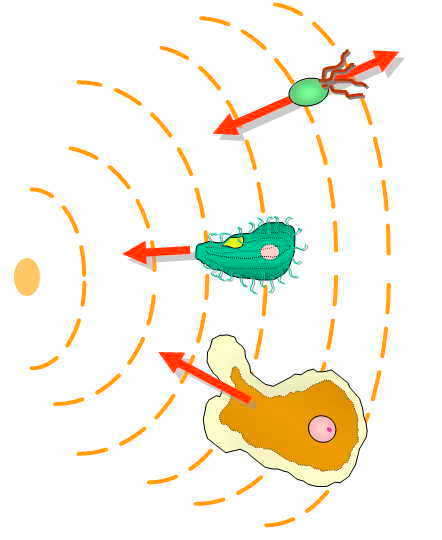

الانجذاب الكيميائي أو الانتحاء الكيميائي هو حركة كائن حي أو كيان معين استجابة لمحفز كيميائي. توجه الخلايا الجسدية والبكتيريا والكائنات الأخرى أحادية الخلية أو متعددة الخلايا حركاتها وفقًا لبعض المواد الكيميائية في بيئتها. تستفيد البكتيريا من هذه العملية من أجل العثور على الطعام (مثل الجلوكوز) عن طريق التوجه نحو أعلى تركيز لجزيئات الطعام، أو الهروب من السموم (مثل الفينول). في الكائنات متعددة الخلايا، يكون الانجذاب الكيميائي أمرًا بالغ الأهمية للتطور المبكر (مثل حركة الحيوانات المنوية نحو البويضة أثناء الإخصاب) ومراحل التطور اللاحقة (مثل هجرة الخلايا العصبية أو الخلايا الليمفاوية) وفي الوظيفة الطبيعية والصحة (مثل هجرة الكريات البيض أثناء الإصابة أو العدوى). لوحظ أيضًا أن الآليات التي تسمح بالانجذاب الكيميائي في الحيوانات قد تتخرب نتيجة الإصابة بورم خبيث. يساهم الانجذاب الكيميائي الشاذ للكريات البيض والخلايا الليمفاوية أيضًا في الإصابة بالأمراض الالتهابية مثل تصلب الشرايين والربو والتهاب المفاصل. يوجد أيضًا أحد أشكال الانجذاب الكيميائي في المكونات الخلوية الفرعية مثل الرقعة القطبية المتشكلة نتيجة تزاوج الخميرة.
يحدث الانجذاب الكيميائي الإيجابي إذا كانت الحركة باتجاه التركيز الأعلى للمادة الكيميائية المعنية؛ والسلبي إذا كانت الحركة في الاتجاه المعاكس. يمكن تسمية الحركة المُحفزة كيميائيًا (الموجهة بشكل عشوائي) بالحركة الكيميائية.

## تاريخ أبحاث الانجذاب الكيميائي
على الرغم من اكتشاف هجرة الخلايا منذ الأيام الأولى لتطوير الفحص المجهري من قبل ليو وينهوك، لكن أعلنت محاضرة معهد كاليفورنيا للتقنية (Caltech) التي كانت عن مقترحات الانجذاب الكيميائي أن «أول وصف متعمق للانجذاب الكيميائي كان من قبل انغلمان وفيفر في 1881 و1884 على التوالي عند البكتيريا، وإتش إس جينينغز (1906) عند الأهداب. ساهم ميتشنيكوف الحائز على جائزة نوبل أيضًا في دراسة هذا المجال خلال الفترة من 1882 إلى 1886، عندما أجرى دراسات حول الانجذاب الكيميائي كخطوة أولية للبلعمة. عُرفت أهمية الانجذاب الكيميائي في علم الأحياء وعلم الأمراض السريري على نطاق واسع في الثلاثينيات من القرن الماضي، وصاغ هاريس في خمسينيات القرن الماضي التعريفات الأساسية للظاهرة. في الستينيات والسبعينيات، قدمت ثورة بيولوجيا الخلية والكيمياء الحيوية الحديثة سلسلة من التقنيات الجديدة التي أصبحت متاحة لدراسة الخلايا المستجيبة المهاجرة والتغيرات تحت الخلوية المسؤولة عن النشاط الكيميائي. أدى توفر هذه التكنولوجيا إلى اكتشاف C5a، وهو عامل كيميائي رئيسي متورط في الالتهاب الحاد. حدّثت الأعمال الرائدة لألدير دراسات فيفر، ومثلت نقطة تحول مهمة في فهم العملية الكاملة لنقل الإشارات داخل الخلايا البكتيرية.

## الأهمية السريرية
للقدرة المتغيرة للهجرة التي تملكها الخلايا أهمية كبيرة نسبيًا في تطوير العديد من الأعراض والمتلازمات السريرية. يمثل النشاط الكيميائي المتغير لمسببات الأمراض خارج الخلية (مثل بكتيريا الإشرشيا القولونية) أو داخل الخلية (مثل الليستيريا) هدفًا سريريًا مهمًا. يمكن أن يؤدي تعديل القدرة الكيميائية الذاتية لهذه الكائنات الدقيقة بواسطة العوامل الصيدلانية إلى تقليل أو تثبيط نسبة العدوى أو انتشار الأمراض المعدية. بغض النظر عن الالتهابات، يوجد بعض الأمراض الأخرى التي يكون الانجذاب الكيميائي الضعيف فيها العامل المسبب الأساسي، مثل متلازمة مثل متلازمة شدياق-هيغاشي، التي تمنع فيها الحويصلات العملاقة داخل الخلايا الهجرة الطبيعية للخلايا.

## النماذج الرياضية
طُوّرت العديد من النماذج الرياضية للتركيز الكيميائي اعتمادًا على نوع:
- الهجرة (مثل الاختلافات الأساسية في الحركة البكتيرية، وحركة حقيقيات النوى أحادية الخلية مع الأهداب/السوط والهجرة الأميبية)
- الخصائص الفيزيائية والكيميائية للمواد الكيميائية (مثل الانتشار) التي تعمل كروابط
- الخصائص البيولوجية للروابط (الجزيئات الجاذبة والمحايدة والطاردة)
- أنظمة الفحص المطبقة لتقييم الانجذاب الكيميائي (انظر أوقات الحضانة، التطور، واستقرار تدرجات التركيز)
- التأثيرات البيئية الأخرى التي لها تأثير مباشر أو غير مباشر على الهجرة (الإضاءة، ودرجة الحرارة، والمجالات المغناطيسية، إلخ.)

على الرغم من أن تفاعلات العوامل المذكورة أعلاه تجعل سلوك حلول النماذج الرياضية للانجذاب الكيميائي معقدًا إلى حد ما، يمكن وصف الظاهرة الأساسية للحركة المدفوعة بالتركيز الكيميائي بطريقة مباشرة. في الواقع، يمكننا استخدام حرف L للتركيز المكاني غير المنتظم للجاذب الكيميائي، وب LΔ إلى تدرجه. يرتبط التدفق الخلوي للتوجه الكيميائي (ويسمى أيضًا التيار) J الناتج عن الانجذاب الكيميائي بالقانون التالي J= XCΔL، سي هي الكثافة المكانية للخلايا وX هو ما يسمى بـ «المعامل الكيميائي». مع ذلك، لوحظ أنه في كثير من الحالات X ليس ثابتًا، ويكون بدلًا من ذلك، دالة متناقصة لتركيز الجاذب الكيميائي.

## قياس الانجذاب الكيميائي
تتوفر مجموعة واسعة من التقنيات لتقييم النشاط الكيميائي للخلايا أو الجاذب الكيميائي والطابع الكيميائي للرابطات. المتطلبات الأساسية للقياس هي:
- تطور تدرجات التركيز بسرعة نسبية واستمرار وجودها لفترة طويلة في النظام
- تميّز الأنشطة الكيميائية والحركية الكيميائية
- حرية هجرة الخلايا باتجاه محور تدرج التركيز وبعيدًا عنه
- الاستجابات المكتشفة هي نتيجة للهجرة النشطة للخلايا

على الرغم من حقيقة أن مقايسة الانجذاب الكيميائي المثالي ما يزال غير متوفر، لكن يوجد العديد من البروتوكولات التي توفر توافقًا جيدًا مع الشروط الموضحة أعلاه.

## اقرأ أيضاً
- انجذاب نخري

## روابط خارجية
- Chemotaxis
- Neutrophil Chemotaxis
- Cell Migration Gateway
- Global Existence for Chemotaxis with Finite Sampling Radius
- Bacterial Chemotaxis Depends on a Two-Component Signaling Pathway Activated by Histidine-Kinase-associated Receptors, Molecular Biology of the Cell 4th Edition © 2002 by Bruce Alberts, Alexander Johnson, Julian Lewis, Martin Raff, Keith Roberts, and Peter Walter.
- Figure 15-69. The two-component signaling pathway that enables chemotaxis receptors to control the flagellar motor during bacterial chemotaxis, Molecular Biology of the Cell 4th Edition © 2002 by Bruce Alberts, Alexander Johnson, Julian Lewis, Martin Raff, Keith Roberts, and Peter Walter.
- Chemotaxis simulation downloadable from the Mathworks user-community, runs on Matlab
- Bacterial Chemotaxis Interactive Simulator - A web-app that features some simple algorithms for simulating bacterial chemotaxis.